# Svartisen
Lo Svartisen è il secondo ghiacciaio della Norvegia per estensione ed è costituito da due ghiacciai separati, il Vestre (occidentale) Svartisen (221 km²) e l'Østre (orientale) Svartisen (148 km²), entrambi situati nella contea di Nordland.

## Morfologia

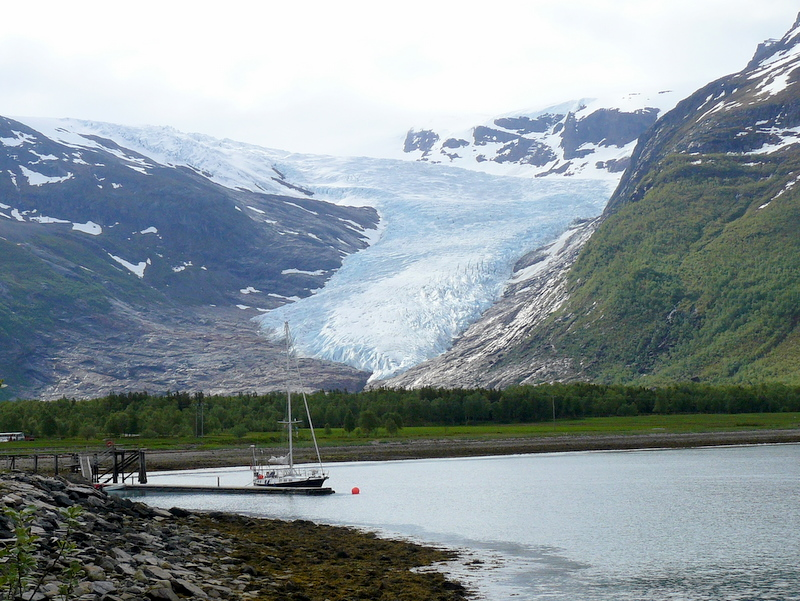
Il ghiacciaio visto dal Holandsfjorden.

I due ghiacciai sono separati l'uno dall'altro dalla valle Vesterdalen orientata da nord-est verso sud-ovest. L'intero gruppo glaciale è delimitato dai fiordi Glomfjorden, Holandsfjorden e Melfjorden a ovest e dalla valle Blakkådalen a est, ed è compreso nei territori comunali di Meløy, Rødøy, Beiarn e Rana. Il ghiacciaio si divide in oltre 60 rami minori, come il Glombreen nella zona settentrionale di Meløy, il Simlebreen a Beiarn e il pittoresco Engabreen a ridosso del fiordo Holandsfjorden, nei pressi del lago Svartisvatnet.
Il punto più elevato è rappresentato dal monte Snøtinden (1 594 m s.l.m.), situato nel Vestre Svartisen. Nell'Østre Svartisen svettano lo Sniptinden (1 586 m) e l'Istinden (1 572 m). Il punto più basso del ghiacciaio (situato nel ramo detto Engabreen) si trova ad un'altitudine di appena 20 m sul livello del mare (nel 2007), facendone il punto più basso di un ghiacciaio nell'Europa continentale, nonché unico esempio di ghiacciaio costiero.
Il ritiro del ghiacciaio della prima metà del XX secolo ha messo allo scoperto quattro laghi glaciali: l'Engabrevatnet, l'Austerdalsvatnet, il Bogvatnet e il Bjørnfossvatnet.
Il ghiacciaio fa parte del parco nazionale Saltfjellet-Svartisen assieme a parte del gruppo montuoso dello Saltfjellet.
Il circolo polare artico passa per la parte meridionale del ghiacciaio.

## Nome
Il toponimo Svartisen è la composizione dell'aggettivo svart ("nero") con il sostantivo is ("ghiaccio") e il suffisso en (che funge da articolo determinativo), e fa riferimento al colore scuro del ghiaccio più antico.

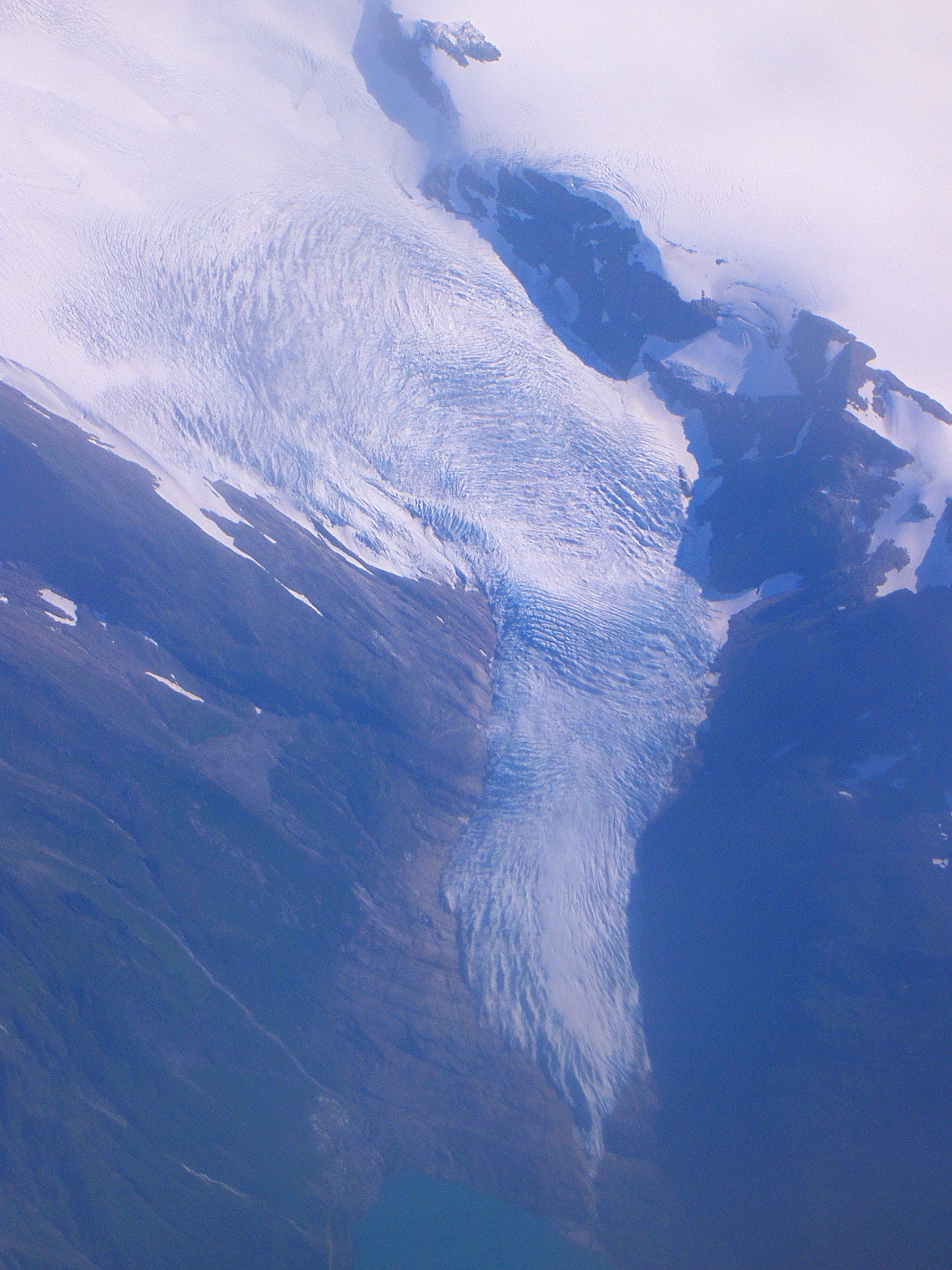
Una vista aerea dell'Engabreen.

## Monitoraggio

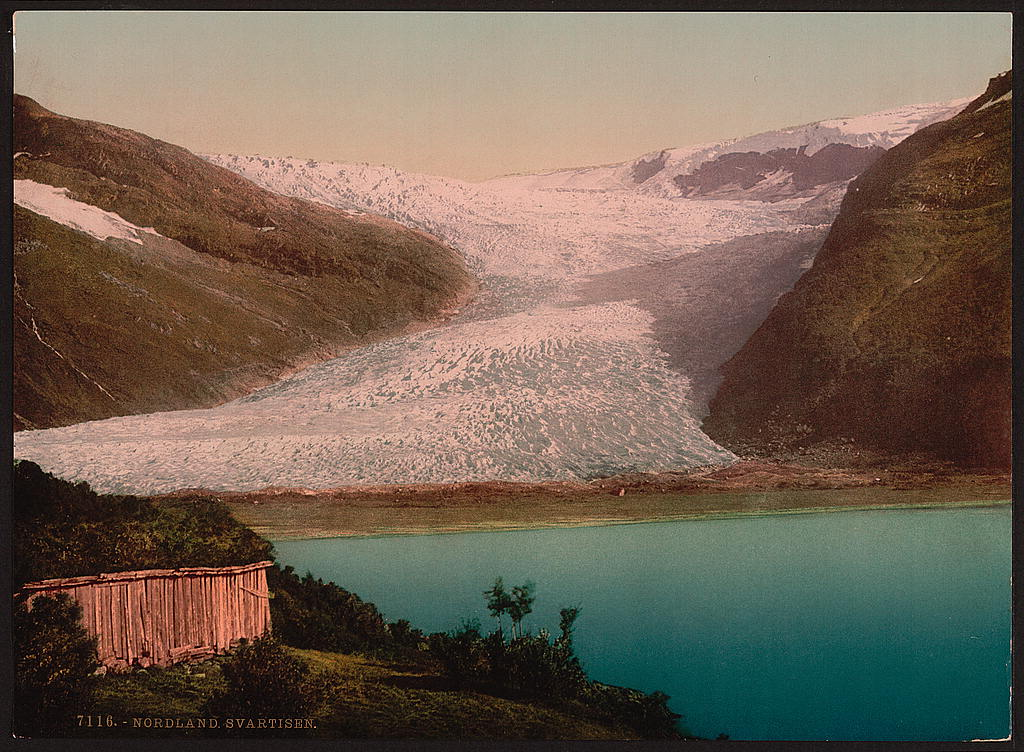
L'Engabreen in una cartolina del 1900.

Il direttorato norvegese per le risorse idriche e energetiche (NVE) ha monitorato il bilancio di massa del ghiacciaio sin dal 1970 e dispone di un laboratorio ai piedi del ghiacciaio Engabreen. Il monitoraggio mostra il graduale ritiro del ghiacciaio Engabreen a partire dalla piccola era glaciale (LIA) con una marcata riduzione della lunghezza tra gli anni '30 e '60, alla quale è seguita un'alternanza di ritiri e avanzamenti.
Si crede che l'Engabreen si estendesse fino al Holandsfjord attorno al XVIII secolo, per poi ritirarsi gradualmente come effetto del riscaldamento globale, fino a scoperchiare il lago Svartisvatnet verso il 1900, all'epoca un lago subglaciale. Nello stesso periodo i due corpi principali, il Vestre e l'Østre Svartisen si separarono quando la valle Vesterdalen venne liberata dai ghiacci. Il ritiro dei ghiacci continuò negli anni seguenti: il fronte del ghiacciaio nel 1910 si trovava a 50 m dal lago Svartisvatnet, mentre nel 1945 era arretrato a 1000 m; attorno al 1940 il lago era completamente libero dai ghiacci. Allo stesso tempo il livello del lago saliva per effetto dello scioglimento del ghiaccio e frequenti inondazioni si verificavano, soprattutto nei mesi estivi e a monte del lago Svartisvatnet, causando ingenti danni alle infrastrutture della zona. Il problema venne risolto verso la fine degli anni '50, con la realizzazione di un tunnel per il drenaggio dell'acqua proveniente dal ghiacciaio verso il fiordo.
Verso il 1965 ci fu un avanzamento del ghiacciaio che è durato, a fasi alterne, fino al 1997, quando il ghiacciaio ha iniziato nuovamente a retrocedere. Oggi il fronte del ghiacciaio dista mezz'ora di cammino dal lago Svartisvatnet.

## Turismo

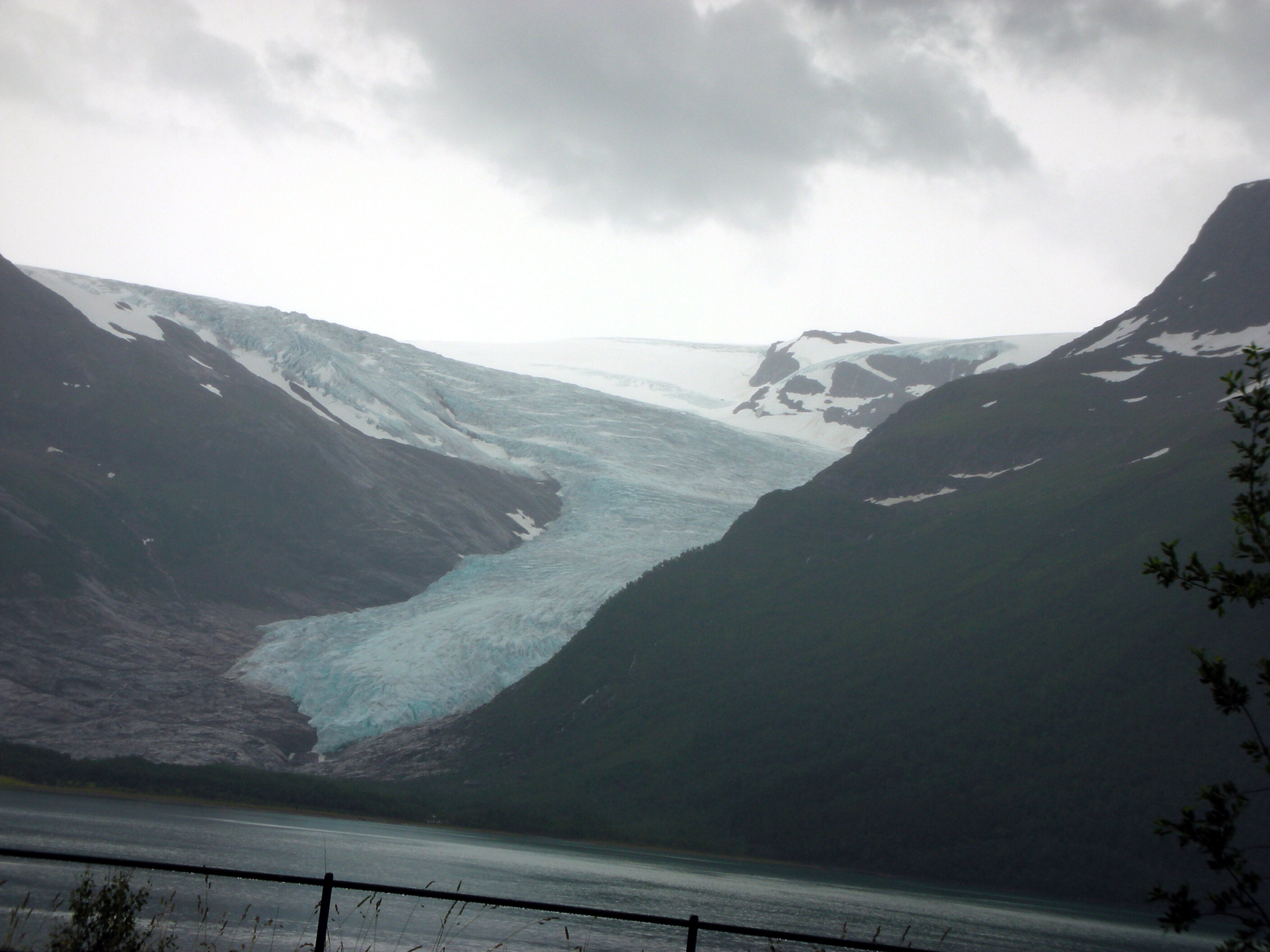
L'Engabreen visto da Braset, sulla Fv17.

Lo Svartisen è una popolare meta turistica della Norvegia settentrionale che attira 25 000 turisti l'anno. L'Austerdalsisen, la sezione più grande del ghiacciaio, è il più visitato per la facilità d'accesso, mentre il pittoresco Engabreen mal si presta ad escursioni.
La via di accesso più comune all'Engabreen è tramite la strada Fv17, via di collegamento costiera, seguita dall'attraversamento del Holandsfjorden via traghetto. In prossimità del lago Svartisvatnet è possibile aggirare il lago sulla sponda settentrionale per giungere al ghiacciaio oppure attraversare il lago con il regolare servizio di trasporto con barca.
Il rifugio Brestua è situato sulla sponda del lago Svartisen e rappresenta un punto di ristoro prima di intraprendere un'escursione sul ghiacciaio. Dispone inoltre di un centinaio di posti letto.
È possibile effettuare escursioni sul ghiacciaio accompagnati da guide esperte, esclusivamente nella stagione estiva.

## Flora
Alcune piante riescono a sopportare i climi rigidi caratteristici della regione glaciale.
Il Papaver radicatum subglobosum (in norvegese Svartisvalmuen), una specie di papavero endemico dell'area è persino rappresentato nello stemma del comune di Meløy.
Anche il Ranuncolo glaciale (Ranunculus glacialis) sopravvive nella regione. Il particolare profilo del petalo a parabola contribuisce a trattenere calore.

## Attività umana

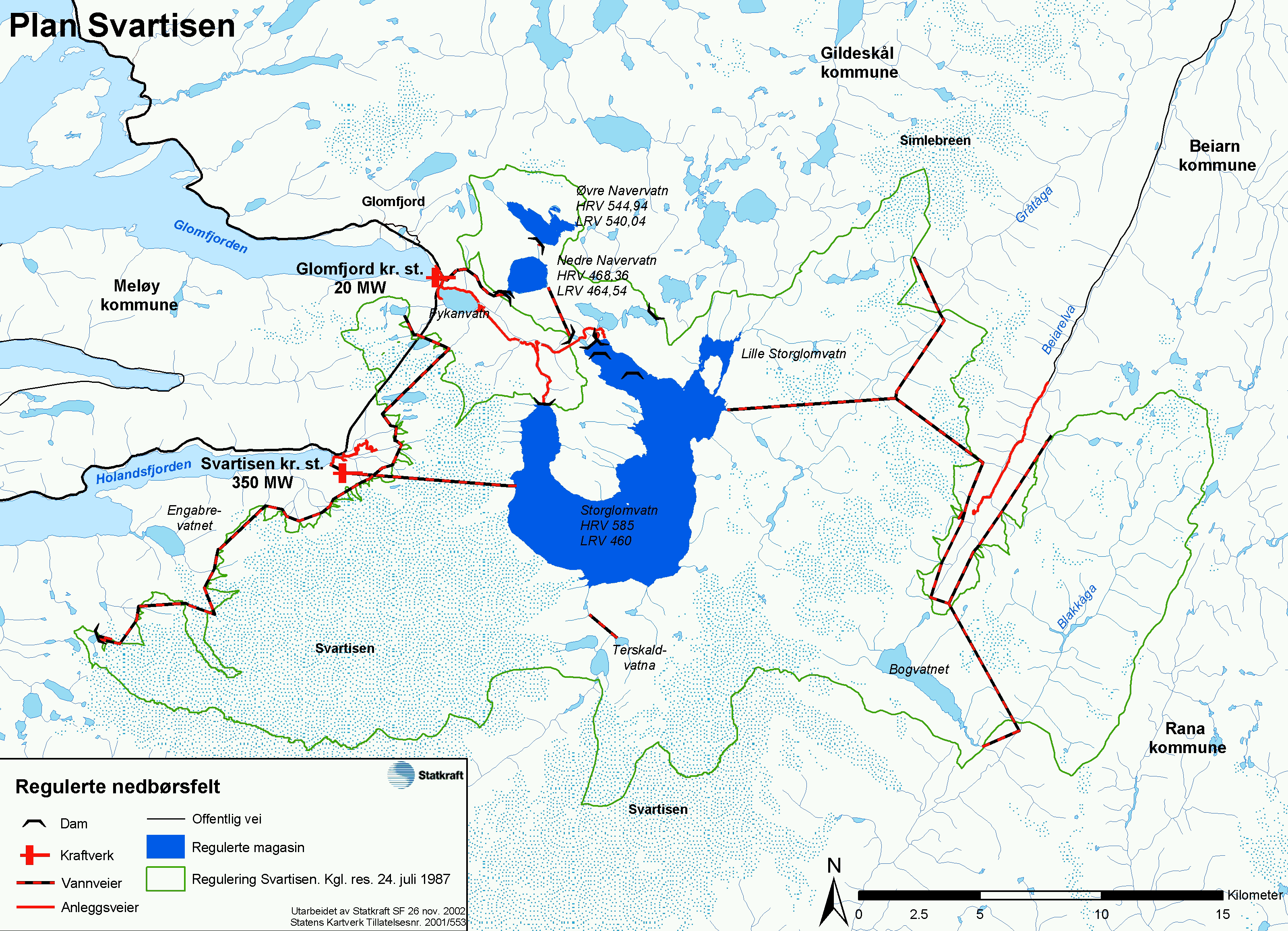
Mappa delle centrali idroelettriche nella regione dello Svartisen.

### Produzione elettrica
I numerosi corsi d'acqua originati dal ghiacciaio sono stati utilizzati per la produzione di energia idroelettrica. L'impianto principale è la centrale idroelettrica Svartisen di proprietà della Statkraft ed è situato all'estremità del Holandsfjorden; ha una capacità installata di 600 MW generata dalla caduta di acqua dalla diga dello Storglomvatnet. Un altro impianto, sempre di proprietà della Statkraft è la centrale di Glomfjord, in prossimità dell'omonimo fiordo, dalla capacità di 25 MW.

### Altre attività industriali
Lo sviluppo delle attività industriali nella zona cominciò nel dopoguerra sulla spinta di investimenti mirati a frenare lo spopolamento della regione, relativamente depressa. Nel 1955 il governo norvegese finanziò la creazione dell'azienda Norsk Jernverk a Mo i Rana con l'apertura di una fonderia che in breve tempo fece crescere la popolazione locale da 3 000 a 20 000 abitanti, sebbene sia sospettata di aver contribuito all'inquinamento della zona e allo scioglimento del ghiacciaio.
La grande disponibilità di energia elettrica nella regione, inoltre, favorì un ulteriore sviluppo di altre attività industriali nella zona. Già all'inizio del XX secolo l'energia idroelettrica veniva utilizzata per la produzione di idrogeno, zinco e alluminio; successivamente i vecchi impianti furono convertiti in un stabilimento per la produzione di fertilizzanti.
Recentemente è stato inaugurato un nuovo parco industriale per beneficiare delle risorse energetiche del luogo.

## Galleria d'immagini

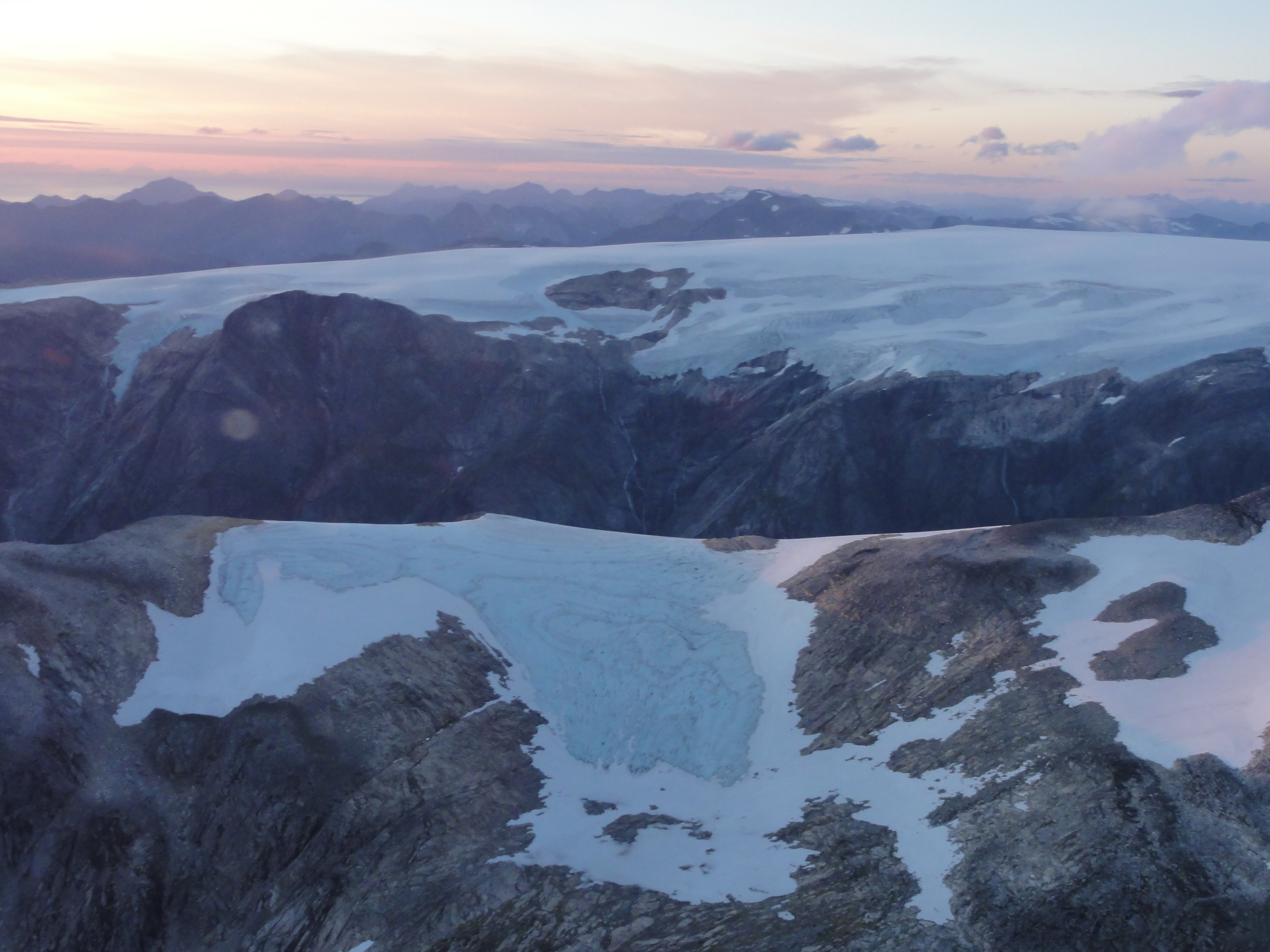
Lo Svartisen visto dall'alto con la valle Glomdalen in primo piano.
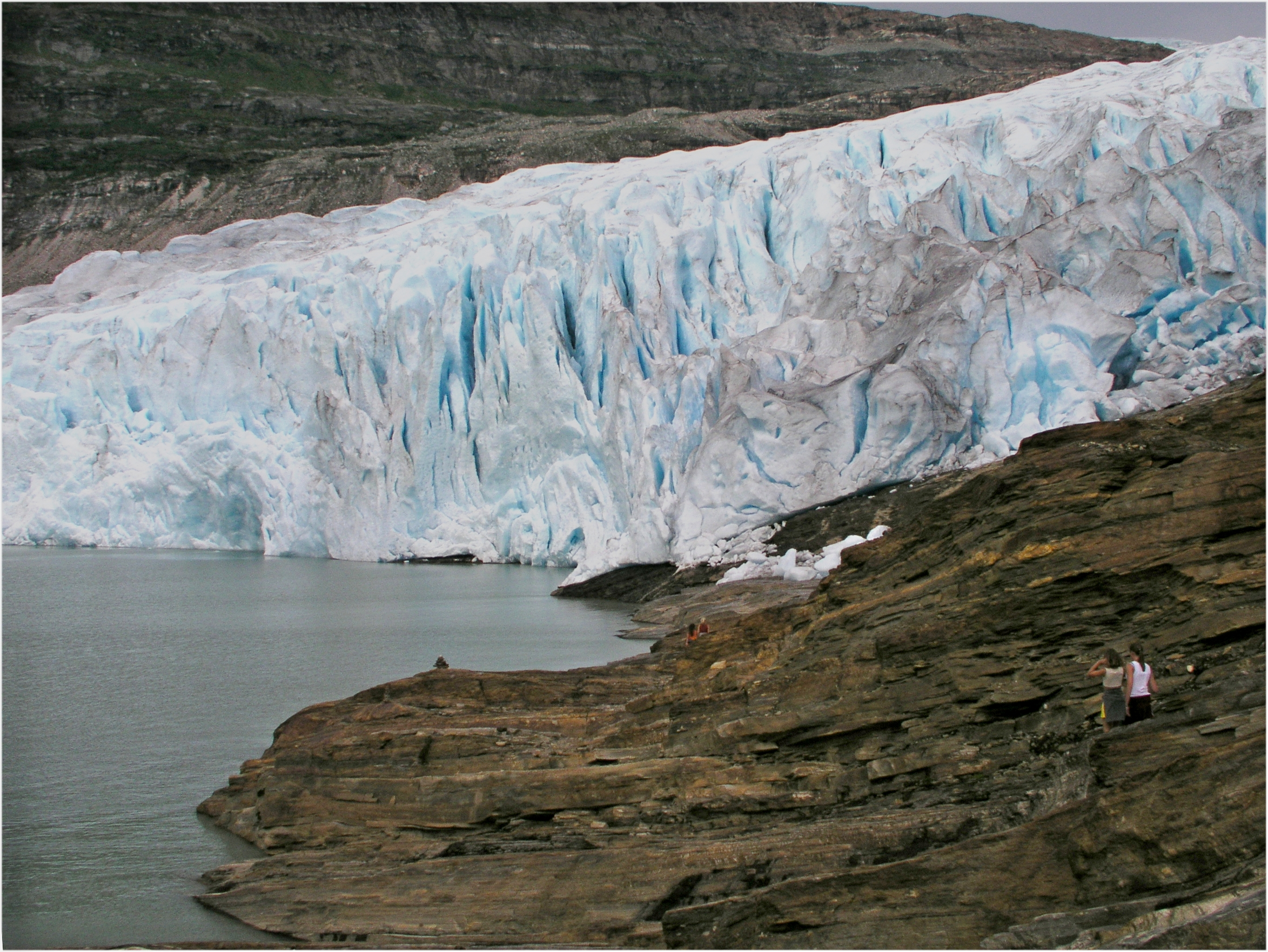
Il ramo Austerdalsisen nei pressi di un lago glaciale.
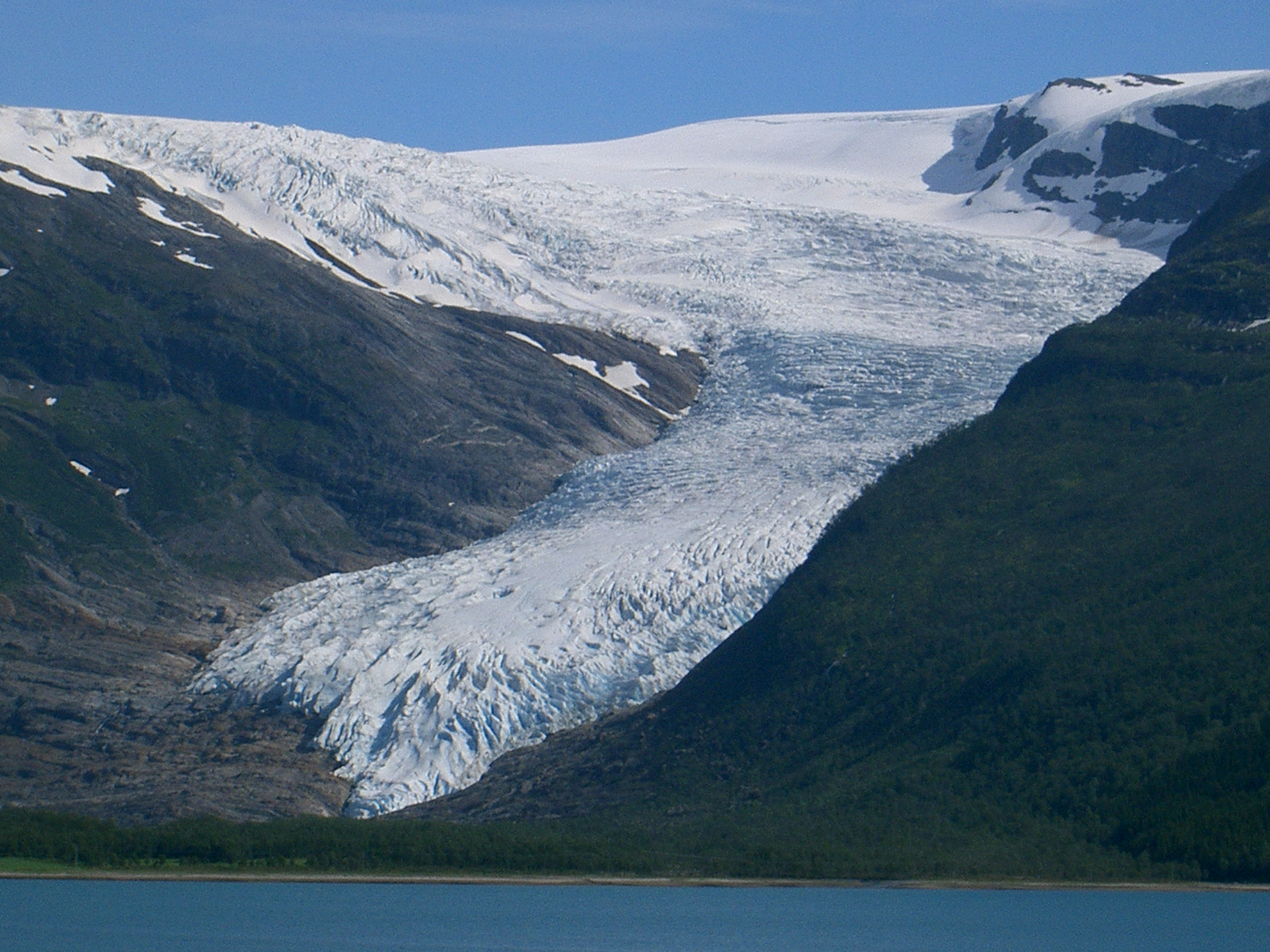
L'Engabreen a Meløy (luglio 2004).
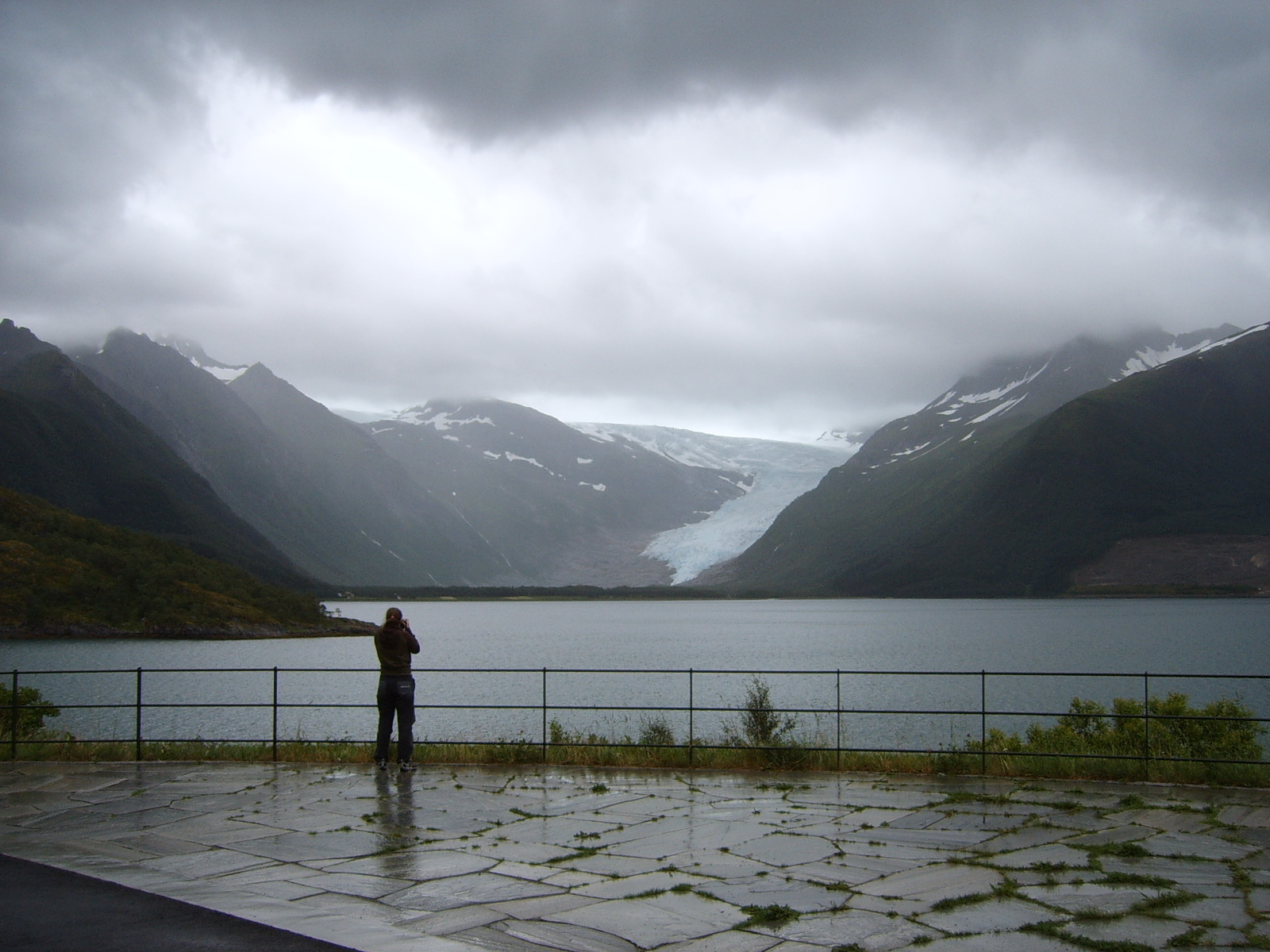
L'Engabreen visto da Halsa (Meløy).
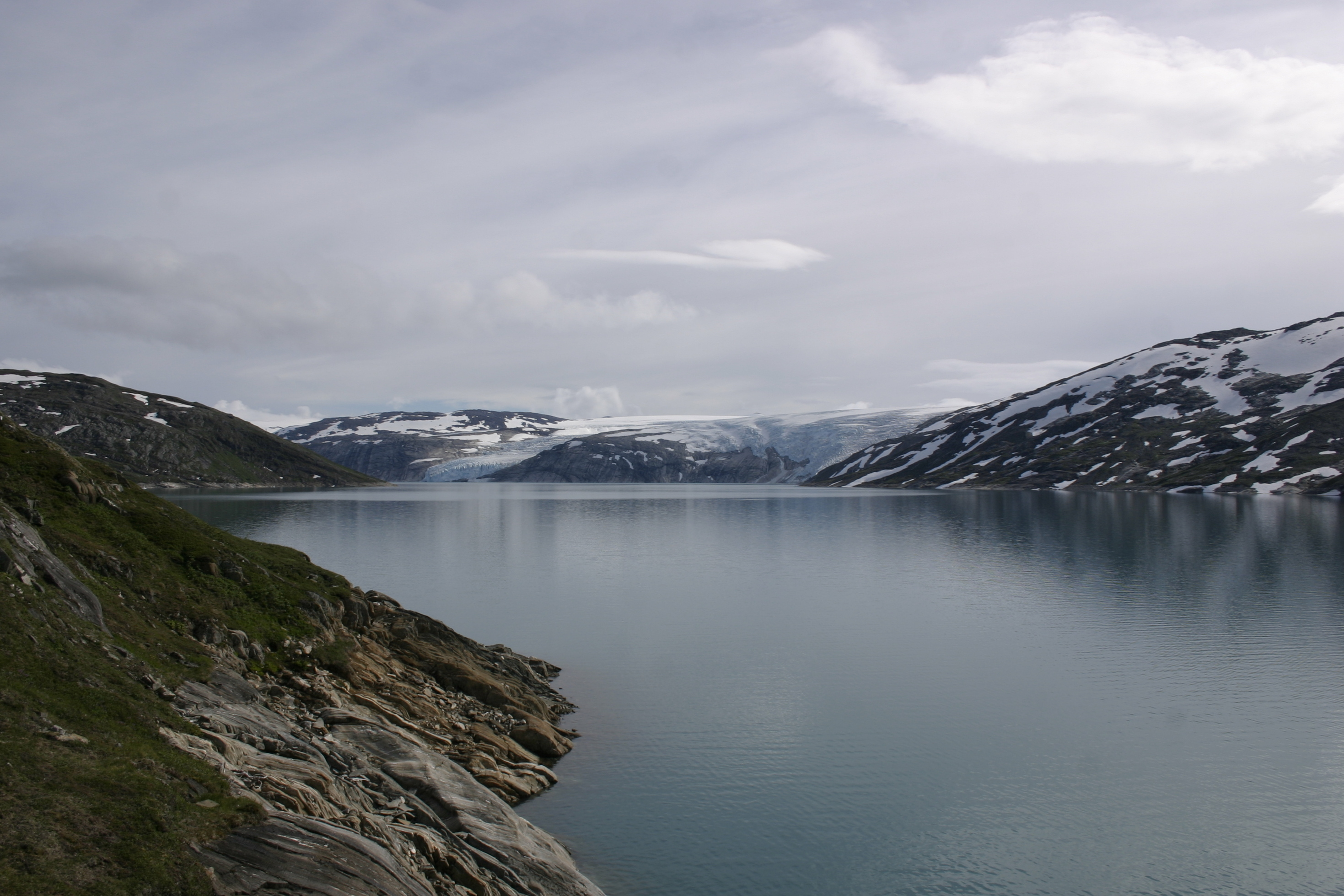
Il bacino dello Storglomvatnet visto da Holmvassdammen.
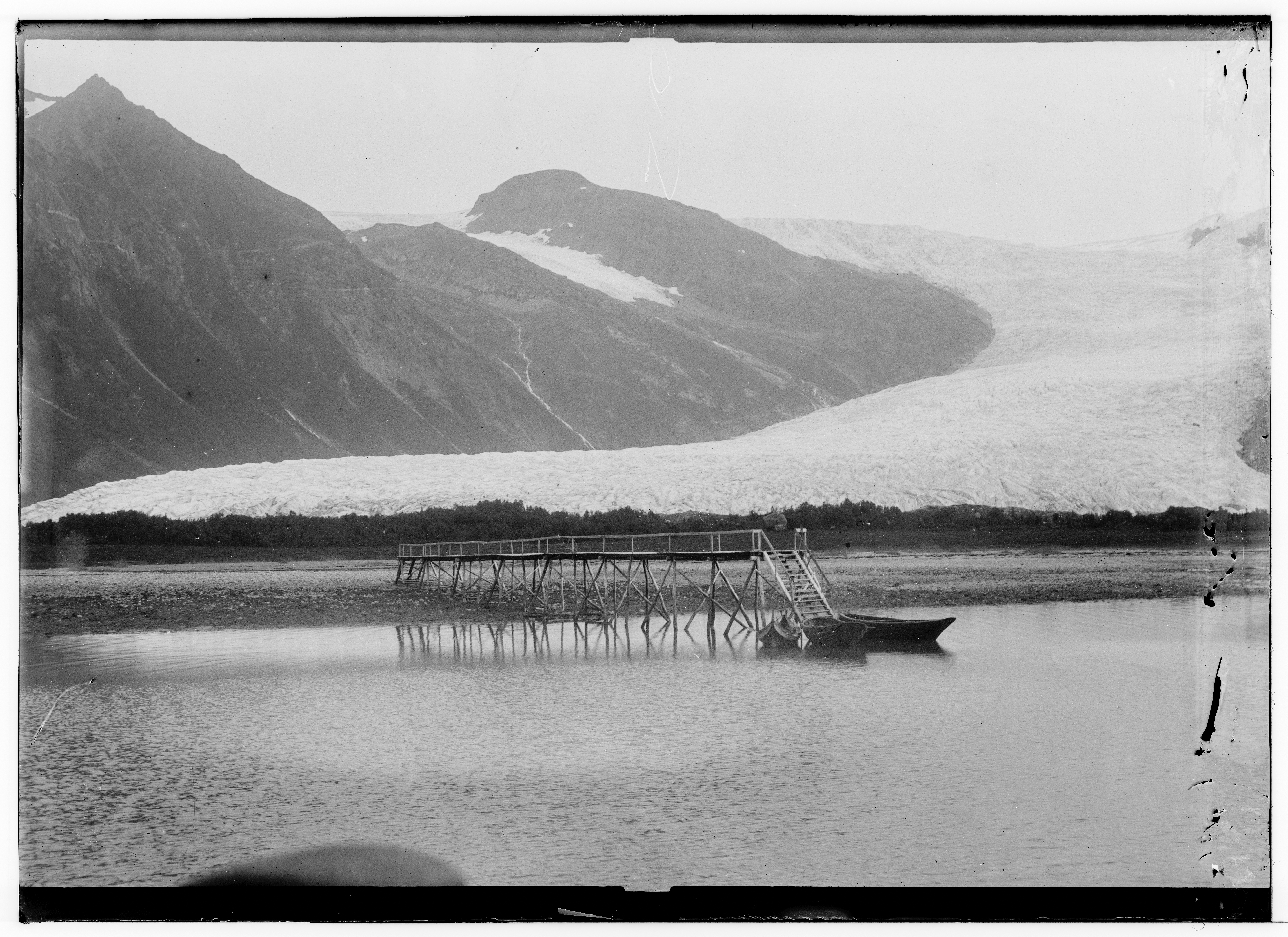
Lo Svartisen all'inizio del '900.